# Adreno
Adreno è una serie di GPU per dispositivi mobili, sviluppata da Qualcomm e usata in determinati SoC. Le GPU vennero inizialmente sviluppate sotto il marchio Imageon appartenente alla ATI Technologies che successivamente venne acquistata nel 2006 da AMD. Dopo l'acquisto, nel 2008, Qualcomm rinominò i prodotti Imageon in Adreno (anagramma di Radeon).

## Dettagli tecnici

### Modelli
| Nome                  | Microarchitettura         | Microarchitettura | Processo produttivo (nm) | Frequenza (MHz)  | Fillrate         | Fillrate         | Fillrate         | GFLOPS (Numero in virgola mobile a mezza precisione) | API              | API              | API              | API              | API              | API              | Utilizzata in Qualcomm:                                                     | Note              |
| Nome                  | Tipologia                 | ALU               | Processo produttivo (nm) | Frequenza (MHz)  | MTriangles/s     | Pixel (GP/s)     | Texture (GT/s)   | GFLOPS (Numero in virgola mobile a mezza precisione) | Vulkan           | OpenGL ES        | OpenVG           | OpenCL           | OpenGL           | Direct3D         | Utilizzata in Qualcomm:                                                     | Note              |
| Adreno serie 1xx      | Adreno serie 1xx          | Adreno serie 1xx  | Adreno serie 1xx         | Adreno serie 1xx | Adreno serie 1xx | Adreno serie 1xx | Adreno serie 1xx | Adreno serie 1xx                                     | Adreno serie 1xx | Adreno serie 1xx | Adreno serie 1xx | Adreno serie 1xx | Adreno serie 1xx | Adreno serie 1xx | Adreno serie 1xx                                                            |                   |
| --------------------- | ------------------------- | ----------------- | ------------------------ | ---------------- | ---------------- | ---------------- | ---------------- | ---------------------------------------------------- | ---------------- | ---------------- | ---------------- | ---------------- | ---------------- | ---------------- | --------------------------------------------------------------------------- | ----------------- |
| Adreno 130            | Pipeline a funzione fissa |                   |                          |                  | 4                | 0.133            |                  |                                                      | N.D.             | 1.1              | 1.1              | N.D.             | N.D.             | Direct3D Mobile  | MSM7x00, MSM7x00A, MSM7x01, MSM7x01A                                        | [ 1 ] [ 2 ] [ 3 ] |
| Adreno serie 2xx      |                           |                   |                          |                  |                  |                  |                  |                                                      |                  |                  |                  |                  |                  |                  |                                                                             |                   |
| Adreno 200 (AMD Z430) | Unified shader model      | 8                 | 65                       | 133              | 22.85            | 0.133            |                  | 2.1                                                  | N.D.             | 2.0              | 1.1              | N.D.             | N.D.             | 9.0c             | Snapdragon S1(MSM7227, MSM7627, QSD8250, QSD8650), Freescale i.MX51, i.MX53 |                   |
| Adreno 200 'enhanced' | Unified shader model      | 8                 | 45                       | 200/245          | 42               | 0.2/0.245        |                  | 3.2/3.9                                              | N.D.             | 2.0              | 1.1              | N.D.             | N.D.             | 9.0c             | Snapdragon S1 (MSM7227A, MSM7627A, MSM7225A, MSM7625A)                      |                   |
| Adreno 203            | Unified shader model      | 16                | 45                       | 245/294          | 40.8-49          | 0.245/0.294      |                  | 7.8/9.4                                              | N.D.             | 2.0              | 1.1              | N.D.             | N.D.             | 9.0c             | Snapdragon S4 Play (MSM8225, MSM8625), Snapdragon 200 (MSM8225Q, MSM8625Q)  |                   |
| Adreno 205            | Unified shader model      | 16                | 45                       | 245/266          | 40.8/44.3        | 0.245/0.266      |                  | 7.8/8.5                                              | N.D.             | 2.0              | 1.1              | N.D.             | N.D.             | 9.0c             | Snapdragon S2 (MSM7x30, MSM8x55, APQ8055)                                   |                   |
| Adreno 220            | Unified shader model      | 32                | 45                       | 266              | 88.7             | 0.532            |                  | 17                                                   | N.D.             | 2.0              | 1.1              | N.D.             | N.D.             | 9.0c             | Snapdragon S3 (APQ8060, MSM8x60)                                            |                   |
| Adreno 225            | Unified shader model      | 32                | 28                       | 200/300/400      | 133.3            | 0.8              |                  | 12.8/19.2/25.6                                       | N.D.             | 2.0              | 1.1              | N.D.             | N.D.             | 9.0c             | Snapdragon S4 Plus (APQ8060A, MSM8x60A, MSM8960)                            |                   |